# アグネス・パラグ
アグネス・パラグ（Ágnes Pallag、1993年9月2日 - ）は、ハンガリーの女子バレーボール選手。ポジションはアウトサイドヒッター。ハンガリー代表。

## 来歴
- クラブチーム

セゲド出身。2007年、Békéscsabai Röplabda SEへ入団。6年間在籍し、2012/13シーズンのハンガリー国内リーグで3位となった。2013年、フィンランドのOriveden Ponnistusへ移籍し、2013/14シーズンのフィンランドリーグでは準優勝した。2015年、ベルギーのDamesvolley Gentへ移籍し、2015/16シーズンのベルギーリーグではベストスコアラー部門でトップの活躍をみせ、チームを準優勝へ導き、自身はベストアウトサイドヒッター賞を受賞した。2016年10月、フランスのVandœuvre Nancy Volley-Ballへ加入し、2016/17シーズンはフランスリーグで10位、フランスカップで5位となった。2017/18シーズンはフランスリーグのLevallois Paris Saint-Cloudでプレーした。2018年10月、RCカンヌへ移籍し、2018/19シーズンのフランスリーグで優勝を果たした。2020年5月、ドイツのVfB Suhl Lotto Thüringenへ移籍し、2年間プレーした。2022年5月、ドレスナーSCとの契約が発表され、2022/23シーズンのブンデスリーガでは3位となった。2023年7月、MÁV Előre Foxconnへ移籍し、2023/24シーズンのハンガリー国内リーグでは4位となった。
- 代表チーム

アンダーカテゴリーの代表として2009年、U-18欧州選手権に出場した。2013年、シニア代表に初選出された。2015年、ヨーロッパリーグで金メダルを獲得した。2017年、ワールドグランプリに出場した。2021年、欧州選手権に出場した。2022年9月のインタビューで代表引退する意向を示した。

## 球歴
- 欧州選手権 - 2015年、2021年
- ワールドグランプリ - 2017年

## 受賞歴
- 2016年　2015/16ベルギーリーグ　ベストアウトサイドヒッター賞、ベストスコアラー賞

## 所属クラブ
- Békéscsabai Röplabda SE（2007-2013年）
- Oriveden Ponnistus（2013-2015年）
- Damesvolley Gent（2015-2016年）
- Vandœuvre Nancy Volley-Ball（2016-2017年）
- Levallois Paris Saint-Cloud（2017-2018年）
- RCカンヌ（2018-2019年）
- Municipal Olympique Mougins Volley-Ball（2019-2020年）
- VfB Suhl Lotto Thüringen（2020-2022年）
- ドレスナーSC（2022-2023年）
- MÁV Előre Foxconn（2023-）